# Грубый закат
Грубый закат — пятый студийный альбом под вывеской «Звуки Му» и первый записанный в новом составе. Второй состав группы вырос из проекта Петра Мамонова со своим сводным братом Алексеем Бортничуком, который должен был стать следующим шагом в его музыкальном развитии. Впоследствии дуэт превратился в квартет, и вновь образованной группе было нужно название. Мамонов посчитал нужным сменить название с оригинального, «Мамонов и Алексей», на уже использовавшийся им «Звуки Му». Применение старого названия группы к новому составу вызвало недовольство среди участников прежнего «коллектива», что повлекло обвинения в адрес Мамонова и образование коллектива «отЗвуки Му».
Помимо Мамонова и Бортничука, новый состав включал басиста Евгения Казанцева и барабанщика Андрея Надольского. Сам Мамонов стремился создать в альбоме стену звука, изменив звучание в пользу гитарных партий. Именно это позволяло ему записать свои старые песни, которые невозможно было записать с каноническим составом «Звуков». Партии альбома записывались в двух вариантах: в студийной каноничной «разведёнке», когда каждый из музыкантов записывался в студии отдельно, и, по настоянию Мамонова, всем коллективом вместе в одной студийной кабинке. Второй вариант записанных тейков был утвержден Петром Николаевичем как основной и составил основу оригинального альбома. Также в окончательном варианте были использованны и версии нескольких песен с живых выступлений группы, качество которых варьировалось.
В 1997 году вышел альбом «Грубый закат. Dance Mix» с другим порядком песен и трек-листом. Этот вариант был составлен из тейков "разведёнки" - записи участников группы своих партий в студии по одному.

## Список композиций
| №  | Название                  | Длительность |
| -- | ------------------------- | ------------ |
| 1. | «Сигаретер»               | 4:06         |
| 2. | «Бронепоезд»              | 4:58         |
| 3. | «Грубый закат»            | 5:04         |
| 4. | «Консервный нож»          | 5:46         |
| 5. | «Канава»                  | 4:30         |
| 6. | «Новоселы»                | 4:47         |
| 7. | «Все, что не сделал брат» | 5:26         |
| 8. | «Больничный лист»         | 4:50         |

## Участники записи
- Пётр Мамонов — вокал, гитара, автор текстов и музыки
- Алексей Бортничук — гитара, вокал
- Евгений Казанцев — бас-гитара
- Андрей Надольский — ударные

## Влияние
В 2013 году видеоклип, снятый на песню «Грубый закат», был скопирован американским инди-коллективом The National в клипе на песню «Sea of Love».